# Косовско-нидерландские отношения

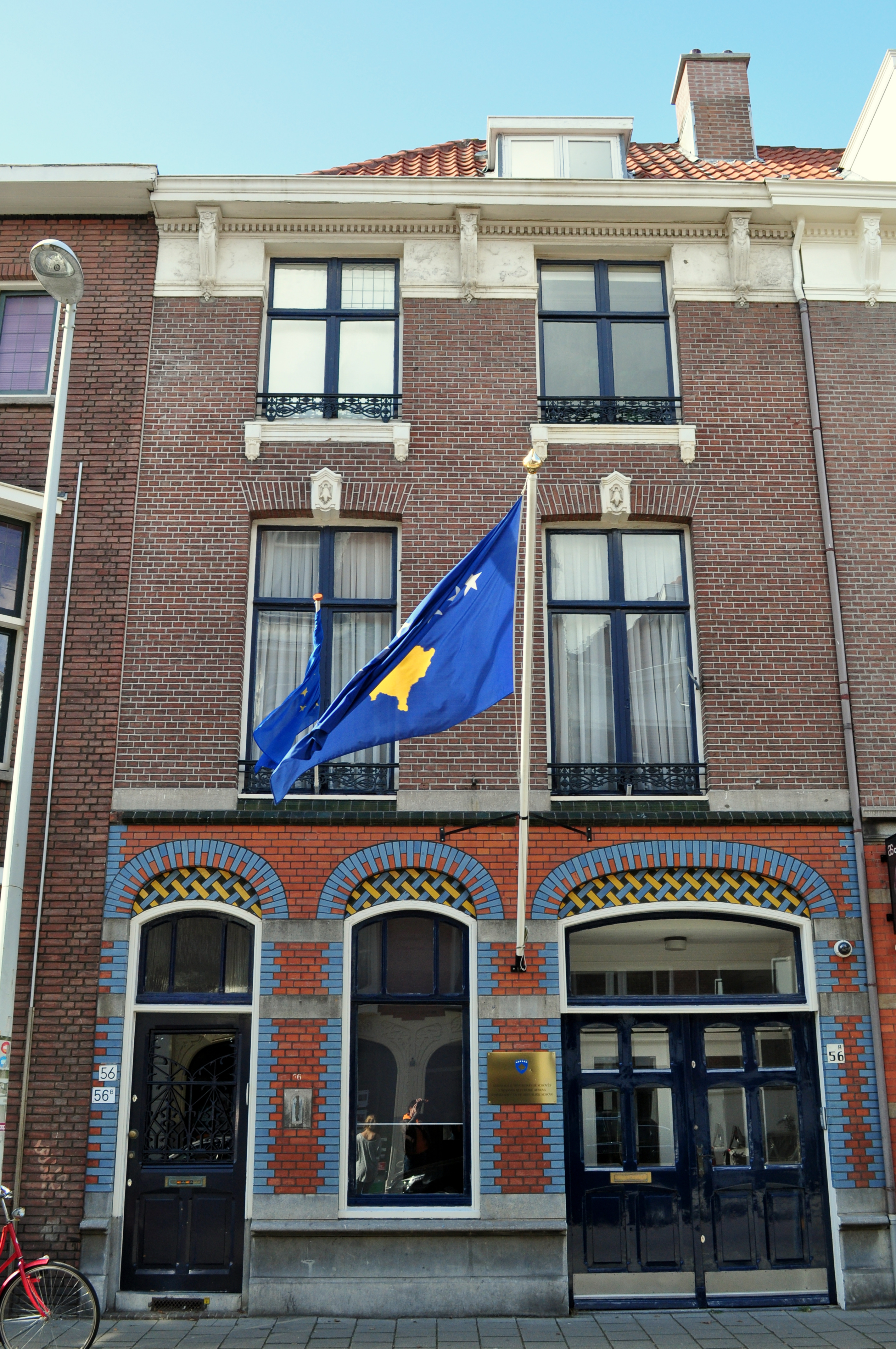
Здание посольства Республики Косово в Нидерландах

Косовско-нидерландские отношения — двусторонние дипломатические отношения между частично признанным государством Республикой Косово и Королевством Нидерландов. Парламент Косова в одностороннем порядке провозгласил независимость республики от Сербии 17 февраля 2008 года. Нидерланды признали независимость Косова 4 марта 2008 года. Нидерланды имеют посольство в Приштине с 27 июня 2008 года, Косово открыло посольство в Гааге в ноябре 2009 года. Отношения между двумя странами считаются «хорошими», и Нидерланды осуществляют «поддержку Косово с целью помочь стране в её переходе к демократии».

## Военная поддержка
Нидерланды участвовали в бомбардировке Югославии силами НАТО в 1999 году, результатом которой стало учреждение Миссии ООН в Косове, а затем и провозглашение независимости от Сербии. В настоящее время Нидерланды насчитывают 7 военнослужащих, находящихся в Республике Косово в качестве миротворцев в составе организации «Силы для Косово» под руководством НАТО. Первоначально в составе организации было 3600 нидерландских военнослужащих.

## Экономика
Экономическое сотрудничество между Республикой Косово и Нидерландами ограничено, однако существует несколько отраслей, являющихся основой для сотрудничества между двумя странами в энергетическом и сельскохозяйственном секторах.

## Развитие отношений
Вне рамок Европейского союза Нидерланды реализуют программу «Matra», бенефициаром которой является Косово, для организации проектов в странах Центральной и Восточной Европы «в целях поддержки в переходе к демократии и верховенству права». В случае с Республикой Косово посольство Нидерландов использует данную программу для поощрения сотрудничества между сербской и албанской диаспорами в Северном Косове.